# Nikolaus Barton

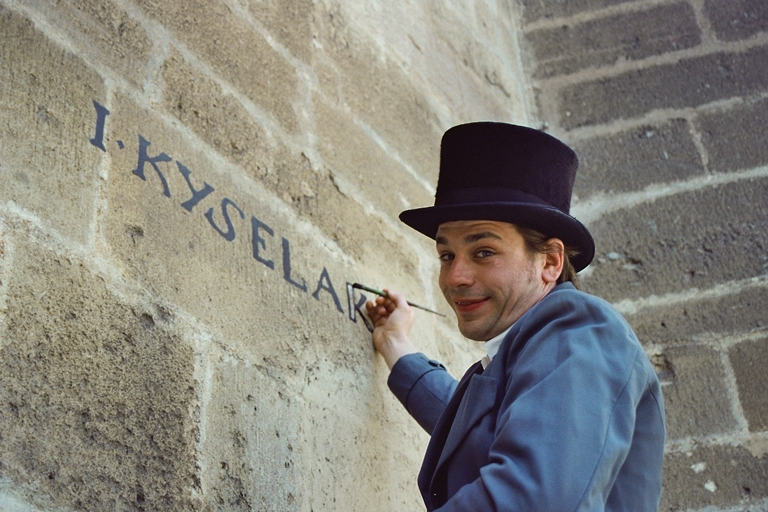
Nikolaus Barton in der Rolle des Josef Kyselak

Nikolaus Barton (* 13. Juli 1984 in Wien) ist ein österreichischer Schauspieler.

## Leben
Nikolaus Barton, in Wien geboren, studierte nach seiner Matura bis zum Beginn seines Zivildienstes zunächst ein Semester Wirtschaft in Wien. Während seiner Zivildienstzeit besuchte er erste Schauspiel- und Improvisationstheaterworkshops und sprach erfolglos am Max Reinhardt Seminar in Wien vor. Nach dem Zivildienst begann er ein Studium der Theaterwissenschaften und spielte parallel in zwei Amateur-Theatergruppen, wo er erste Bühnenerfahrung sammelte. Nach einem weiteren Vorsprechen wurde er am Reinhardt-Seminar angenommen, wo er dann von Herbst 2004 bis Sommer 2008 seine Schauspielausbildung absolvierte. Schauspielerischen Grundlagenunterricht erhielt er dort u. a. bei Artak Grigorjan,  Klaus-Maria Brandauer und Susanne Granzer; sein Rollenstudium erfolgte bei Artak Grigorjan. Außerdem besuchte er Workshops bei István Szabó und Michaela Rosen.
Zur Finanzierung seiner Studiengänge arbeitete er u. a. als Sprecher in der Radiowerbung, als Schalterbeamter bei der Österreichischen Post, als Promotor sowie als Kellner in einem Café auf der Mariahilfer Straße.
Während seiner Ausbildung spielte er 2005 beim Sommertheater Retz in Schillers Frühwerk Die Räuber  mit; außerdem wirkte er in mehreren Reinhardt-Seminar-Produktionen mit. Nach Abschluss seines Studiums erhielt er ein Engagement am Theater Chemnitz, wo er von 2008 bis 2011 festes Ensemblemitglied war. Dort spielte er u. a. den Maler Conti in Emilia Galotti (Spielzeit 2008/09), Malcolm in MacBeth (2009; in einer Bühnenfassung von Bruno Cathomas) und wirkte in Stücken von Bertolt Brecht (2011; als Butcher/Grünzeughändler/Verteidiger in Der aufhaltsame Aufstieg des Arturo Ui), Henrik Ibsen (2011; als Mads Moen/Troll/Geschäftsmann/Jünger/Irrer/Koch/Knopfgießer in Peer Gynt) und Elfriede Jelinek (in Wolken.Heim) mit.
In der Spielzeit 2011/12 gastierte er am Landestheater Bregenz in der Titelrolle von Molières Lustspiel Tartuffe. 2013 trat er in dem Musiktheater Tragedy of a Friendship von Moritz Eggert (Regie: Jan Fabre) an der Vlaamse Opera in Antwerpen in der Rolle von Richard Wagner auf. 2014 gastierte er bei den Sommerspielen Perchtoldsdorf als Graf Wetter vom Strahl in Das Käthchen von Heilbronn in einer Inszenierung von Maria Happel. 2015 übernahm er dort den Kellermeister Stephano in Shakespeares Spätwerk Der Sturm. In der Spielzeit 2014/15 hatte er einen Gastvertrag am Stadttheater Klagenfurt, wo er u. a. als Diener Sosias in Amphitryon auftrat. Außerdem trat er am Stadttheater Klagenfurt in der Spielzeit 2014/15 in dem Zwei-Personen-Stück Sechs Tanzstunden in sechs Wochen von Richard Alfieri auf; an der Seite von Heidelinde Weis spielte er den Tanzlehrer Michael.
Barton spielte in zahlreichen Film- und Fernsehproduktionen mit. In der ORF-Krimiserie Janus (2013) von Andreas Kopriva hatte er eine durchgehende Seriennebenrolle; er spielte den Polizeileutnant Markus Schneider. In der ORF-Erfolgsserie Vorstadtweiber (2015) spielte er in der 1. Staffel die Rolle von Marco; er war der Sohn des Bankdirektors Hadrian „Hadi“ Melzer (Bernhard Schir). Er hatte außerdem Episodenrollen in den ORF/ZDF-Serien SOKO Wien/SOKO Donau (2012; als Johannes Kollmann, der tatverdächtige Sohn der Wirtshausfamilie Kollmann) und SOKO Kitzbühel (2013; als Internetaktivist und „Alpenpirat“ Sebastian Auer). In der deutsch-österreichischen Krimireihe Die Toten von Salzburg ist er seit März 2016 in einer regelmäßigen Nebenrolle als Gerichtsmediziner Dr. Simon Wächter zu sehen.
Nikolaus Barton lebt als freier Schauspieler in Wien und Berlin.

## Filmografie (Auswahl)
- 2011: Tabu – Es ist die Seele ein Fremdes auf Erden
- 2012: SOKO Wien (Fernsehserie; Folge Späte Gegend)
- 2013, 2019: SOKO Kitzbühel (Fernsehserie; Folgen Alpenpiraten, Parasit)
- 2013: Janus (Fernsehserie; Seriennebenrolle)
- 2014: The Quest (Dokuserie)
- 2014: Go with Le Flo
- 2015: Vorstadtweiber (Fernsehserie; Seriennebenrolle)
- 2015: Die Frau in Gold (Woman in Gold)
- 2016: Kästner und der kleine Dienstag
- seit 2016: Die Toten von Salzburg (Fernsehreihe)
  - 2016: Die Toten von Salzburg
  - 2018: Zeugenmord
  - 2018: Königsmord
  - 2019: Mordwasser
  - 2019: Wolf im Schafspelz
  - 2021: Schwanengesang
  - 2021: Treibgut
  - 2021: Vergeltung
  - 2022: Schattenspiel
  - 2024: Süßes Gift
  - 2025: Mord in bester Lage
- 2021: Am Anschlag – Die Macht der Kränkung (Fernsehserie)
- 2023: Wer wir einmal sein wollten
- 2025: Alpentod – Ein Bergland-Krimi: Gemeinsame Ziele (Fernsehreihe)
- 2025: SOKO Donau/SOKO Wien (Fernsehserie, Folge: Das Schweigen der Gartenzwerge)